# Emily Arnesen
Emily Arnesen, född 14 juni 1867 i Kristiania (nuvarande Oslo), död där 13 augusti 1928, var en norsk zoolog.
Arnesen blev student 1889 och företog med stipendier från Kristiania universitet bottenskrapningar längs norska kusten och skrev på grundval av självständiga undersökningar flera avhandlingar härom. Efter två års stipendievistelse i Zürich tog hon 1903 doktorsgraden på avhandlingen Ueber den feineren Bau der Blutgefässe der Rhynchobdelliden mit besonderer Berücksichtigung des Rückengefässes und der Klappen (1904).
Efter att under en tid ha varit verksam på zoologiska museet i Amsterdam, anställdes Arnesen 1905 som konservator vid Kristiania universitets zoologiska museum, där hon fortsatte sina studier över Norges havsfauna. År 1926 tog hon avsked på grund av sjukdom. Hon skrev dessutom Lærebog i Zoologi for Gymnasiet (1902).